# المسيحية في ناورو

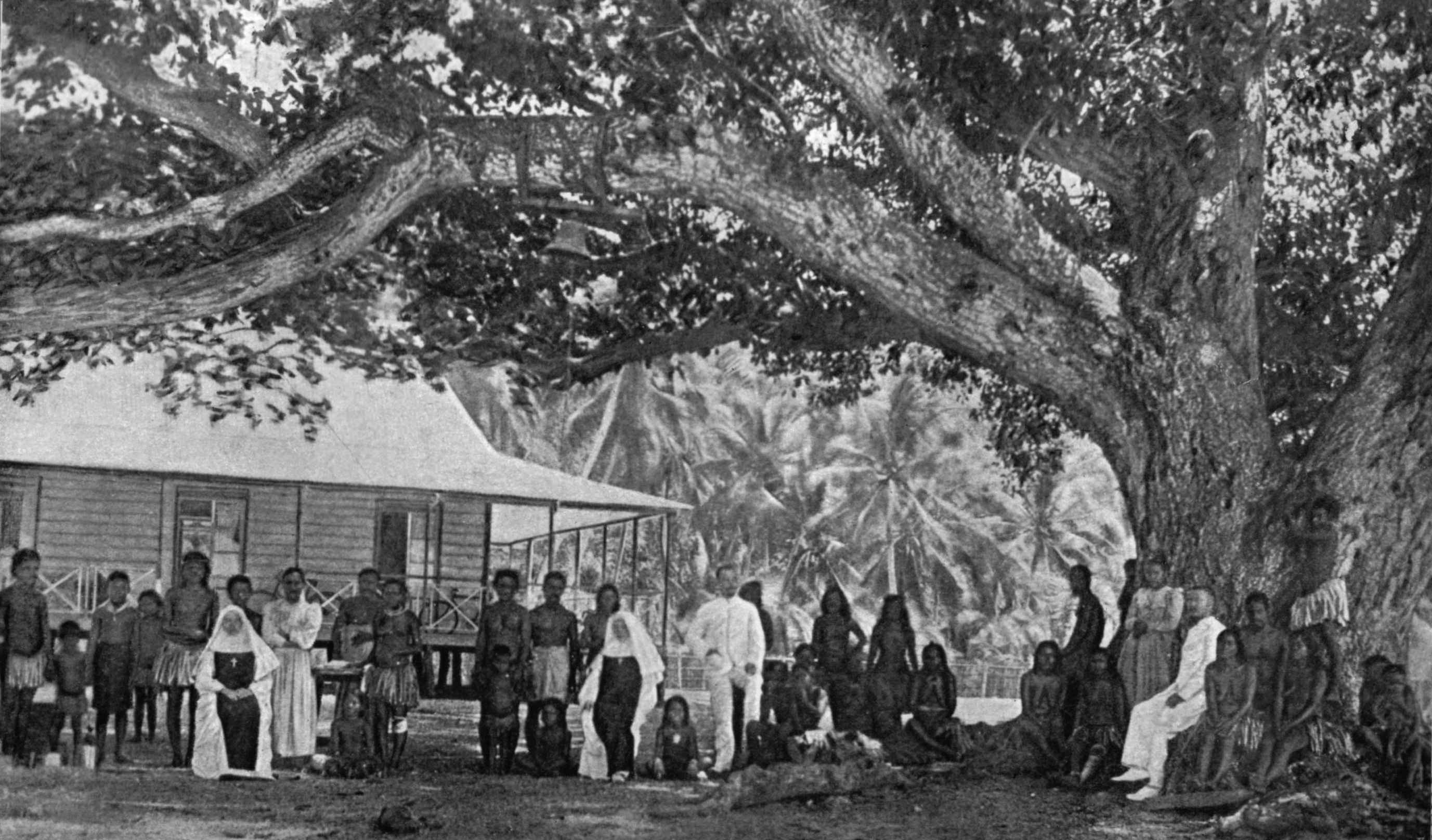
صورة تاريخيَّة لإرسالية كاثوليكية في ناورو.

تُشكل المسيحية في ناورو أكثر الديانات إنتشاراً بين السكان، ويشكل المسيحيين حوالي 82.6% من مجمل السكان وذلك حسب تعداد عام 2011. وفقًا لتعداد عام 2011 حوالي 49.4% من السكان هم من البروتستانت، في حين يشكل الكاثوليك 32.9% من السكان. وتأتي الكنيسة الأبرشانية في ناورو في مقدمة الطوائف المسيحيَّة مع حوالي 35.7% من السكان، وهي أكبر مذهب بروتستانتي في البلاد، تليها الكنيسة الخمسينية والتي يتبعها حوالي 12.9% من السكان. هناك وجود لشهود يهوه والمورمون ولكن لديهم عدد قليل من الأتباع بين السكان المحليين. في آواخر عام 2006 تم ترحيل الجاليات المسيحية المكونة حد كبير من المغتربين القادمين من توفالو وكيريباتي في أعقاب تعدين الفوسفات في البلاد.
كانت المعتقدات الإحيائية التقليدية الدين السائد في ناورو قبل أواخر القرن التاسع عشر وأوائل القرن العشرين، عندما قدم المبشرين الأجانب المسيحيين في القرن التاسع عشر وأوائل القرن العشرين إلى الجزيرة. هناك عدد قليل من المنظمات التبشيرية المسيحية النشطة، بما في ذلك بعثات أنجليكانية، وميثودية، وكاثوليكية. وينص الدستور على حرية الدين؛ بيد أن الحكومة قيدت هذا الحق في بعض الظروف. ولا توجد دلائل على وجود تمييز مجتمعي واسع النطاق ضد طوائف دينية معينة؛ ومع ذلك، فإن بعض عناصر الطوائف البروتستانتية والرومانية الكاثوليكية في ناورو ينظرون أحيانًا بعدم الراحة مع الجماعات الدينية التي ينظر إليها على أنها أجنبية، ولا سيما كنيسة يسوع المسيح لقديسي الأيام الأخيرة وشهود يهوه. تخدم الأبرشية الرومانية الكاثوليكية في تاراوا وناورو المجتمع الكاثوليكي المحلي، ويقع مقر الأبرشية في تاراوا في كيريباتي.